# Robert I van Meaux
Robert I van Meaux (ca. 910 - 19 juni 966) was een zoon van Herbert II van Vermandois en van Adelheid van Frankrijk. In 946 werd de erfenis van zijn vader zo veel mogelijk versnipperd door Hugo de Grote en werd Robert graaf van Meaux. Hij trouwde met Adelheid, erfdochter van Giselbert van Chalon en verwierf zo de graafschappen Chalon-sur-Saône, Troyes en Baume. Uit hun huwelijk zou het graafschap Champagne ontstaan. In 959 nam hij Dijon in en verdreef hij Ansegisus, de bisschop van Troyes, uit Troyes. In beide gevallen moest hij echter inbinden onder druk van respectievelijk Lotharius van Frankrijk en Bruno de Grote.
Robert was gehuwd met Adelheid (ca. 928 - na augustus 987), dochter van Giselbert van Chalon en Ermengarde van Bourgondië, en werd vader van:
- Heribert (950-995)
- Adelheid, gehuwd met Godfried I van Anjou (-987)
- mogelijk een dochter (Agnes?), gehuwd met Karel van Neder-Lotharingen.
- mogelijk Archambaud (- 29 augustus 968), aartsbisschop van Sens vanaf 959, begraven in de Saint-Pierre-le-Vif te Sens